# Fédération royale marocaine de judo et arts martiaux assimilés
 (juin 2013).
Si vous disposez d'ouvrages ou d'articles de référence ou si vous connaissez des sites web de qualité traitant du thème abordé ici, merci de compléter l'article en donnant les références utiles à sa vérifiabilité et en les liant à la section « Notes et références ».
La Fédération royale marocaine de judo et arts martiaux assimilés, par abréviation « FRMJAMA », est une association sportive fondée en 1959 au Maroc, en remplacement de la Ligue marocaine de judo, créée en 1951. Elle a pour rôle de promouvoir le judo dans le royaume chérifien et de représenter les couleurs du Maroc dans les compétitions internationales.
La FRMJAMA est affiliée à la Fédération internationale de judo depuis 1962, est membre fondateur de l’Union africaine de judo en 1961  et fait partie de l’Union arabe de judo depuis 1977.
La FRMJAMA fonde son action sur le rassemblement de l’ensemble des associations et sociétés qui pratiquent en leur sein les disciplines prévues à son objet dans le respect des principes édictés par le fondateur du Judo Jigorō Kanō : « entraide et prospérité mutuelle ».

## Histoire
Le Judo a pris naissance au Maroc sous l’impulsion de quelques Français venus s’y installer à partir de l’année 1946. Les premiers clubs sont apparus à partir de 1949, d'abord à Casablanca (Racing Athlétique Club, Judo Club du Maroc, Maghreb Judo Club) et à Rabat (Stade Marocain) ainsi que plus tard à Fédala (maintenant Mohammédia), Mazagan (maintenant El Jadida) et Oujda.
En 1951, est fondée la Ligue marocaine de judo qui, compte tenu du protectorat français en vigueur à l’époque, était rattachée à la Fédération française de judo. Les opérations successives de propagande en faveur du judo menées en 1951 et 1952 portent leurs fruits et plusieurs clubs sont ouverts dans les villes de Petit Jean (maintenant Sidi Kacem), Meknès, Fès et Oujda, Port Lyautey (maintenant Kénitra), Marrakech, Louis Gentil (maintenant Youssoufia) et Agadir.
En 1959, la  Ligue marocaine se transforme en Fédération royale marocaine de judo (FRMJ), son effectif est alors d’environ 2000 judokas. Le premier Président de la FRMJ est M’hammedi Benomar (1959-1967 en intermittence, 1967-1999), émigrant marocain revenu de France arborant la ceinture noire de judo, 1er dan. 
La première ceinture noire  marocaine est attribuée le 15 novembre 1959 à Mohamed Benomar de Rabat, qui présidera la FRMJ pendant la saison 1961-1962.
Les premières années de la FRMJ ont été consacrées à mettre en place les structures de la fédération avec pour objectif le développement du judo au Maroc. C'est à cette époque que le judo marocain prend sa place au niveau international en participant à la fondation de l’Union africaine du judo (1961) puis en adhérant à la Fédération internationale de judo (1962).
En 1964, la FRMJ devient la Fédération royale marocaine de judo et des arts martiaux associés (FRMJAMA) avec l’affiliation des clubs de Karaté.
Au milieu des années 1970, le développement du Karaté et du Taekwondo initialement intégrés à la FRMJAMA, est tel que ces deux sports se dotent de fédérations indépendantes et que le judo marocain rétrograde à la troisième place des sports martiaux au Maroc. Des tensions se forment au sein de la fédération au point qu'une dissidence apparait en 1980 avec l’Union sportive de Judo, organisée à la manière d'une ligue comprenant près de 500 licenciés, qui organise la première Coupe du Trône de judo cette année-là[réf. nécessaire]. 
En 1982, les structures sportives du judo sont réunifiées au sein de la FRMJAMA ce qui permet au Maroc de commencer à recevoir des évènements internationaux comme  les Jeux méditerranéens de 1983, les Jeux panarabes de 1985, les Championnats d’Afrique de judo en 1986 auxquels les femmes prennent part pour la première fois, et les premiers Jeux de la Francophonie en 1989.
En 1999, le Dojo National d’une superficie de 400 m2 est inauguré dans l’enceinte du Complexe Sportif Mohamed V à Casablanca. 
Sous le mandat du Président Touhami Chniouer (1999-2012), la FRMJAMA conserve sa place au niveau international en organisant différentes éditions du Championnat d'Afrique (2008 et 2012 à Agadir) et même du Championnat du Monde (Juniors 2010 à Agadir). En parallèle, la FRMJAMA amplifie sa stratégie de développement national avec la création de deux nouvelle ligues régionales dans le sud du pays à Marrakech et Agadir, ce qui permet de réduire notablement les coûts des compétitions pour les sportifs concernés. En 2003, la caravane de judo féminin sillonne tout le Royaume pour faire connaitre de près le judo au grand public et encourager la pratique féminine.
Pendant cette dernière période, le judo gagne en popularité au Maroc puisque le nombre des licenciés enregistre une progression annuelle de 5 à 10% par an[réf. nécessaire].
En 2013, la présidence de la FRMJAMA est confiée à Chafik El Kettani, élu le 5 janvier 2013.

## Composition

### Membres actifs
Les membres actifs de la Fédération de Judo sont :
- les associations et sociétés sportives qui lui sont affiliées
- les ligues qui représentent les regroupements territoriaux et régionaux des associations et sociétés affiliées à la Fédération
- les comités et commissions (groupement d'associations) gérant les disciplines assimilées

La FRMJAMA compte 6 ligues:
1. La Ligue du Centre - Casablanca
2. La Ligue du Centre-Ouest - Rabat
3. La Ligue du Centre-Sud - Meknès
4. La Ligue Orientale - Oujda
5. La Ligue Haouz-Tenzift - Marrakech
6. La Ligue Souss-Massa-Draa - Agadir

Les disciplines affiliées à la FRMJAMA sont au nombre de 16, réparties en trois Comités sportifs et treize Commissions sportives:
| Comités sportifs                           | Commissions sportives |
| ------------------------------------------ | --- |
| - Kung fu (Wushu) - Qwankido - Aikibukikai | - Aïkijutsu - Aïkibudo - Nanbudo - Light Free fight - Aikikai - Iwama-ryū - Yoshinkan - Hapkido - Total Contact - Kimlong - Kōbayashi-Ryū Aikiryu - Vovinam Viet Vo Dao - Jeet Ki Do - Autres |

### Organisation
La FRMJAMA est administrée par un Comité Directeur de 15 à 20 membres dont le président est élu par l'assemblée générale des membres actifs. Toutes les ligues de judo sont représentées dans le Comité Directeur et le président du Comité Directeur est également le Président de la fédération.
| Liste des Présidents | Liste des Présidents    | Liste des Présidents                                     |
| -------------------- | ----------------------- | -------------------------------------------------------- |
| 1951 - 1959          | Ligue Marocaine de Judo | Robert Dudognon, Georges Pfeifer, Claude Collard et Caux |
| 1959 - 1961          | FRMJAMA                 | M’hammedi Benomar et Abderrahmane Boujrada               |
| 1961 - 1962          | 1961 - 1962             | Mohamed Benomar                                          |
| 1962 - 1967          | 1962 - 1967             | M’hammedi Benomar et Abderrahmane Boujrada               |
| 1967 - 1999          | 1967 - 1999             | M’hammedi Benomar                                        |
| 1999 - 2013          | 1999 - 2013             | Touhami Chniouer                                         |
| 2013                 | 2013                    | Chafik El Kettani                                        |

Des commissions spécialisées dans différents domaines travaillent en étroite collaboration avec le Comité Directeur, chaque commission est présidée par un membre du Comité Directeur. Il existe actuellement 8 commissions permanentes au sein de la FRMJAMA:
1. La Commission Féminine
2. La Commission Arbitrage
3. La Commission Discipline
4. La Commission Communication
5. La Commission Judo scolaire et universitaire
6. La Commission Promotion et Développement
7. La Commission Formation
8. La Commission Médicale

## Judokas marocains internationaux
L'équipe nationale marocaine de judo reconnue par la Fédération internationale de judo en 2013 est la suivante :
| homme             | série   | score | femme                     | série       | score |
| ----------------- | ------- | ----- | ------------------------- | ----------- | ----- |
| youssef akannour  | -100 kg | 72    | Aida ALI OUALLA           | women-63 kg | 36    |
| Alae IDRISSI      | -60 kg  | 148   | Fatima Ezzahrae MACHMOUME | women-78 kg | 1     |
| Anass FARIH       | -73 kg  | 144   | Fatima Zahra AIT ALI      | women-57 kg | 84    |
| Ayoub BOURASSI    | -73 kg  | 8     | Fatima Zahra CHAKIR       | women-57 kg | 92    |
| El Mehdi MALKI    | +100 kg | 208   | Fatima Zahra CHAKIR       | women-63 kg | 8     |
| Hamza BELGAID     | -66 kg  | 34    | Hanane FADISSI            | women-78 kg | 14    |
| Mohamed EL ASSRI  | -90 kg  | 143   | Hanane KERROUMI           | women-52 kg | 298   |
| Rachid EL KADIRI  | -66 kg  | 52    | Houssna ZRHARI            | women-78 kg | 2     |
| Rachid RGUIG      | -66 kg  | 54    | Rizlen ZOUAK              | women-63 kg | 72    |
| Safouane ATTAF    | -81 kg  | 542   | Wafae IDRISSI             | women-48 kg | 75    |
| Safouane ATTAF    | -90 kg  | 30    |                           |             |       |
| Yassine MOUDATIR  | -60 kg  | 242   |                           |             |       |
| Yousseef TACHROUN | -100 kg | 1     |                           |             |       |

## Palmarès aux compétitions internationales de judo
Jeux olympiques :
- 1972  Munich, Allemagne - 1re participation du Maroc, qualifiés hommes : Mustapha Belahmira, Boubker Slimani et Tijini Benkassou
- 1988  Séoul, Corée du Sud - Khadija Haouati participe à la première apparition du judo féminin aux jeux olympiques
- 2008  Pékin, Chine - qualifiés hommes : Youness Ahamadi, Rachid Rguig, Safouane Attaf, Mohamed El Assri
- 2012  Londres, Royaume-Uni - qualifiés hommes : Yassine Moudatir, Safouane Attaf, Malki El Mehdi - qualifiée femme : Rizlen Zouak

Championnat du monde :
- 1969  Mexico, Mexique - 1re participation du Maroc en compétition masculine avec Abdellatif El Khayat
- 1982  Paris, France - 1re participation du Maroc en compétition féminine avec Aouatif El Mtouni et Wafaa Mamou
- 2010  Agadir, Maroc - Organisation des championnats du monde juniors (femmes et hommes)

Championnat d'Afrique - hommes :
- 1964  Dakar, Sénégal -  Abdellah Hajli -  M"Hammedi Benomar et Abdelkrim Boudal
- 1968 -  Abdellatif El Khayat
- 1985 -  l'équipe masculine du Maroc est championne d'Afrique par équipe
- 2000  Alger,Algérie -  Adil Belgaid (pour la 6e fois)
- 2008  Agadir, Maroc -  Youness Ahamadi, Safouane Attaf[score 1] -  Rachid Rguig[score 2]
- 2009  Port-Louis, Maurice -  Safouane Attaf[score 1] -  Rachid Rguig[score 2]
- 2010  Yaoundé, Cameroun -  Yassine Moudatir[score 3], Safouane Attaf[score 1]
- 2011  Dakar, Sénégal -  Safouane Attaf[score 1], El Mehdi Malki[score 4]
- 2012  Agadir, Maroc[3] -  Yassine Moudatir, Safouane Attaf, El Mehdi Malki -  Jalal Benalla
- 2013  Maputo, Mozambique -  Yassine Moudatir, Safouane Attaf -  El Mehdi Malki

Championnat d'Afrique - femmes :
- 1986  Casablanca, Maroc -  Khadija Haouati
- 1993 -  l'équipe féminine du Maroc est championne d'Afrique par équipe
- 2010  Yaoundé, Cameroun -  Rania El Kilali[score 5]
- 2011  Dakar, Sénégal -  Rizlen Zouak[score 6], Fatima Zohra Ait Ali[score 7]
- 2012  Agadir, Maroc[3] -  Rizlen Zouak, Rania El Kilali -  Fatima Zohra Ait Ali, Rania El Kilali
- 2013  Maputo, Mozambique -  Rizlen Zouak, Asmaa Niang -  Fatima Zohra Ait Ali